# Libnetis majeri
Libnetis majeri is een keversoort uit de familie netschildkevers (Lycidae). De wetenschappelijke naam van de soort werd in 2000 gepubliceerd door Milada Bocáková.